# 76号州际公路 (科罗拉多州至内布拉斯加州)
美国中西部的76号州际公路（英語：Interstate 76）是一条南北方向的州际公路。该公路连接了内布拉斯加州杜尔县和科罗拉多州阿瓦达，全长188.10英里。